# Стєчкін Ігор Якович
Ігор Якович Стєчкін (15 листопада 1922, Алексін, Тульська область — 28 листопада 2001, Тула) — конструктор стрілецької зброї. Працював в Тульському ЦКИБ СОО.
Є племінником академіка Бориса Сергійовича Стечкіна.
Конструктор, який розробив Автоматичний пістолет Стєчкіна.

## Біографія
Народився 15 листопада 1922 року в місті Алексині Тульської області. У 1935 році разом з сім'єю переїхав до м. Тули.
Після закінчення школи, у 1941 році, Стєчкін став студентом Тульського механічного інституту. У 1948 році захистив диплом на тему «Самозарядний пістолет калібру 7,65 мм», консультантом його був Н. Ф. Макаров. Після закінчення інституту Стєчкін був розподілений в ЦКБ-14, де займалися розробкою стрілецької зброї, і в травні 1948 року — зарахований на посаду інженера.

## Розробки
Розробник автоматичного пістолета, який отримав його ім'я (АПС), а також учасник багатьох розробок і тим в області стрілецької зброї та ракетного озброєння, учасник конкурсу на розробку нового автомата (ДКР «Абакан»).
Стєчкін також брав участь у створенні протитанкових керованих ракет «Фагот» та «Конкурс», серед його розробок — автомати «Модерн», «Абакан», револьвер «Кобальт» та інша зброя. В останні роки розробив кілька моделей пістолетів («бердиш», «Пернач»), пропонувалися для заміни пістолета Макарова в армії. У загальній складності на рахунку конструктора — понад 60 розробок та понад 50 винаходів.

## Нагороди та звання
- Нагороджений орденами Трудового Червоного Прапора, «Знак Пошани» та медалями.
- Лауреат Сталінської премії другого ступеня (1952) і премії ім. С. І. Мосіна.
- У 1992 році Стечкіна присвоєно звання «Заслужений конструктор Російської Федерації».
- Нагороджений почесним знаком Тули «За заслуги перед містом».